# Прещение
Преще́ние — традиционный в Русской церкви общий термин для обозначения того или иного церковного дисциплинарного наказания, предусмотренного церковным правом Православной Церкви.
Виды канонических прещений за правонарушения определяются священными канонами, а также существующей практикой.

Принятое 26 июня 2008 года Архиерейским Собором Русской православной церкви «Положение о церковном суде Русской православной церкви» указывает на нравственную цель церковных прещений: 
Прещение (наказание) должно побуждать члена Русской православной церкви, совершившего церковное правонарушение, к покаянию и исправлению. <…> При наложении канонического прещения (наказания) следует учитывать причины совершения церковного правонарушения, образ жизни виновного лица, мотивы совершения им церковного правонарушения, действуя в духе церковной икономии, предполагающей снисхождение к виновному лицу в целях его исправления, либо в подобающих случаях — в духе церковной акривии, допускающей применение  строгих канонических прещений в отношении виновного лица в целях его покаяния.«Положение о церковном суде Русской православной церкви», статья 6
Наиболее тяжкие виды прещений в Церкви — отлучение от церкви (анафема); для лиц в священном сане — также извержение из сана.